# Argillano d'Ascoli
Argillano d'Ascoli, al secolo Ageilando  o Argillano Guiderocchi (Ascoli Piceno, X secolo – Gerusalemme, 1096), è stato un condottiero italiano medievale, caduto nella Conquista di Gerusalemme durante la Prima Crociata.

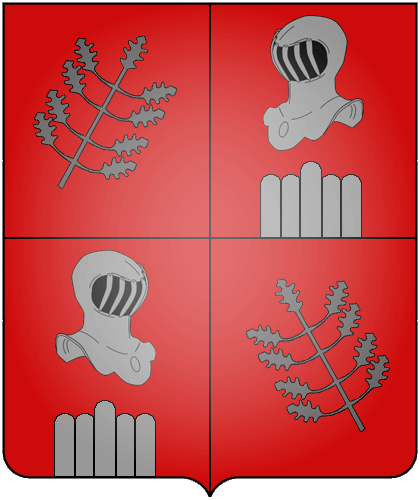
Stemma della famiglia Guiderocchi

Nato nel paese di Saletta a quei tempi territorio di Ascoli Piceno.

## Biografia

### Origini
Fu un membro della nobile famiglia dei Guiderocchi cresciuto nelle «risse civil d'odio e sdegno» che divampavano nella contea ascolana del Sacro Romano Impero. La sua figura rappresenta a pieno il modello di nobile dell'epoca, orgoglioso, a volte crudele, ma anche molto magnanimo.

### L'esilio
Finisce più volte in prigione, fino all'atto che gli vale l'esilio, quando, ghibellino per eccellenza, cerca con altri ghibellini fuoriusciti di strappare i guelfi dal comando cittadino, a nulla servono le suppliche del Vescovo-Conte Stefano che cerca di dissuaderlo dall'azione tanto ardita. Quando anni dopo verrà riammesso in città, Argillano non perderà tempo per tornare alla ribalta della cronaca nera, in quei giorni ad Ascoli la vita era diventata impossibile, quindi appena tornato si macchia subito di omicidi contro chi lo accusa di non aver imparato la "lezione". Il Vescovo-Conte proclama la Tregua di Dio, ed avvia una processione che parte dalla cattedrale di Sant'Emidio, attraversa le vie cittadine e giunge alla chiesa di San Pietro in Castello. Tutto questo percorso viene compiuto dal vescovo rigorosamente scalzo, a piedi nudi, in segno di penitenza verso il cielo per i peccati del popolo.
Le sue parole hanno un impatto talmente importante nei cuori degli ascolani che li convincono a cessare le ostilità.

### La Prima Crociata
Le parole del vescovo, vanno ad indugiare in un secondo momento, sulla chiamata alle armi da parte di papa Urbano II, che richiama allo spirito cristiano tutte le anime europee, contro l'infedele che ha attaccato la città del Santissimo Sepolcro. Argillano vede nella Crociata la possibilità di un riscatto personale, quasi convertito dalle parole del vescovo ed infervorato dal sentimento cristiano, tanto che si mette a disposizione della città per guidare un battaglione ascolano in Terra Santa.
Nella primavera del 1096 Argillano riceve la nomina di Comandante del contingente ascolano, che partirà per la Crociata, forte di 1400 uomini in arme e di 14 capitani pesantemente corazzati. Ricevute le insegne cittadine, prende parte alla benedizione del vescovo che benedice e "crocia" tutti i 1400 partenti nella Piazza dell'Arengo di fronte alla cattedrale.
Il contingente parte dalle rive del Tronto alla volta della Puglia, per unirsi a Boemondo da Taranto.
In Terra Santa, sui campi di battaglia, l'impetuoso comandante ascolano dimostrerà tutto il suo valore e la sua generosità nel mestiere delle armi, fino a giungere alla morte gloriosa, durante l'assedio e la conquista di Gerusalemme.

## Argillano nella storia
Le eroiche gesta compiute da Argillano aiutarano a mantenere vivo il suo ricordo nel corso dei secoli, e la sua leggenda prese forma anche grazie ad uno dei nostri poeti rinascimentali maggiormente conosciuti, ovvero Torquato Tasso, che alla corte dei Della Rovere ad Urbino nell'anno 1557 avrà il piacere di apprendere le eroiche imprese di Argillano da Aurelia Guiderocchi.
Il Tasso resterà così affascinato dall'enfasi con cui la giovane narrava le gesta del suo avo tanto da immortalarlo nella sua opera di maggior successo, la Gerusalemme liberata.
d'aspro dolor, volgi gran cose e pensi;

né l'agitato sen, né gli occhi ponno la

quiete raccorre o' molle sonno.

Costui, pronto di mani, di lingua ardito,

impetuoso e fervido d'ingegno, nacque

in riva al Tronto, e fu nutrito nelle

risse civil d'odio e sdegno: poscia

in esilio spinto, i colli e'l lito empiè

di sangue, e depredò quel regno.»
(Torquato Tasso, Gerusalemme liberata)
La città di Ascoli Piceno ha dedicato alla sua memoria una strada intitolata: via d'Argillano.